# Comet Interceptor
Comet Interceptor è una missione dell'Agenzia Spaziale Europea, con collaborazione da parte della JAXA, attualmente in fase di progettazione e che si prevede verrà lanciata nel 2029 insieme ad ARIEL. Il Comet Interceptor rientra nel programma dell'ESA Cosmic Vision, di cui costituisce la prima missione di "classe F", dove F sta per fast (veloce in inglese).
La sonda spaziale deve essere posizionata nel punto di Lagrange L2 in posizione di attesa. Potenti mezzi di osservazione terrestre, come l'osservatorio terrestre Vera Rubin (ex LSST) operativo nel 2025, verranno utilizzati per rilevare un obiettivo e la sua orbita con sufficiente anticipo affinché la sonda spaziale possa posizionarsi su una traiettoria di intercettazione prima dell'oggetto celeste si avvicina al Sole. Rispetto ad altre missioni, come ad esempio Giotto e Rosetta), Comet Interceptor ha l'obiettivo di studiare una cometa sconosciuta, con una composizione non ancora pesantemente modificata a causa di diversi passaggi nei pressi del Sole.

## Missione

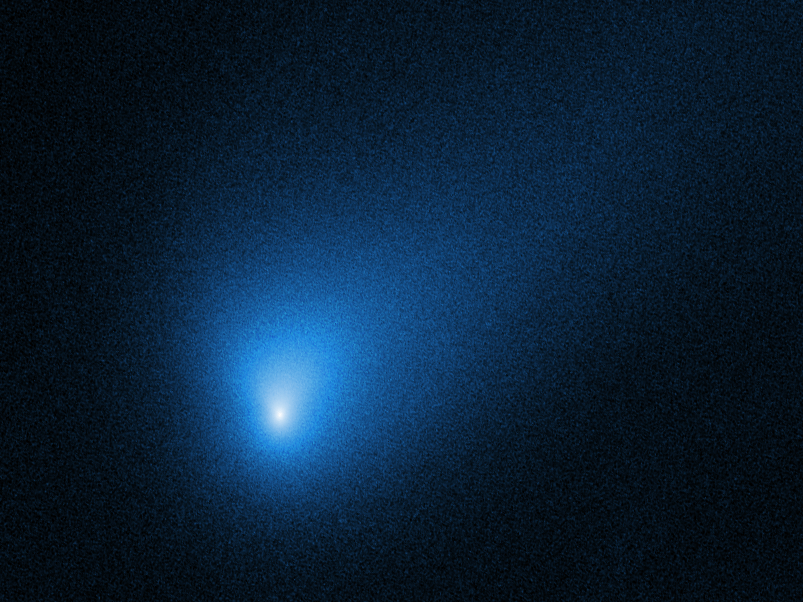
2I/Borisov, la prima cometa interstellare ad essere scoperta.

Comet Interceptor è una missione fast per via della brevità del tempo di implementazione (cioè non devono trascorrere più di 8 anni dalla selezione al lancio), oltre che per la massa (entro 1000 kg) e il budget contenuti. Il budget è limitato a 150 milioni di € a carico dell'Agenzia Spaziale Europea, escludendo il lancio.
In passato l'ESA ha già lanciato le due missioni Giotto e Rosetta per lo studio delle comete, ma Comet Interceptor, nonostante un profilo apparentemente modesto, presenta due novità. In primo luogo l'obbiettivo della missione non sarà una cometa periodica come la cometa di Halley (con un periodo orbitale di 76 anni) o la 67P/Churyumov-Gerasimenko (con un periodo di 6,45 anni), ma una DNL (Dynamically New Cometo, cometa dinamicamente nuova). Sarà quindi un oggetto che, per via del suo movimento, avrebbe la minima probabilità di aver già attraversato la parte interna del Sistema Solare e proverrebbe dalla Nube di Oort, senza eventuali alterazioni dovute ai ripetuti avvicinamenti al Sole. Queste comete, però, vengono solitamente individuate con un limitato anticipo rispetto all'avvicinamento, lasciando un tempo insufficiente per pianificare e lanciare la missione. Per questo motivo il lancio avverrà su un Ariane 6 insieme ad ARIEL, con destinazione il Punto di Lagrange L2, dove resterà in attesa che gli sia affidata la missione. Comunque, qualora non fosse possibile raggiungere una cometa DNL, la missione può sempre essere reindirizzata verso una cometa già nota o, eventualmente, verso una cometa interstellare, come 2I/Borisov, la prima scoperta, o un altro oggetto interstellare come l’asteroide Oumuamua.
La seconda particolarità della missione è dovuta al fatto che il Comet Interceptor sarà in realtà una multisonda, cioè costituita da più moduli, permettendo di fare studi 3D dell'obiettivo. Essa presenterà 3 componenti, dei quali uno fungerà da modulo base, che assicuri le comunicazioni con la Terra. Gli altri due, invece, essendo meno critici, si avvicineranno maggiormente all'oggetto, arrivando anche fino al nucleo.

## Descrizione
Il Comet Interceptor sarà costituito da tre moduli chiamati A, B1 e B2, dei quali A è il veicolo principale, fornito dall'ESA, e ad esso si aggiungono B1, giapponese, e B2, europeo. Il veicolo A, oltre a studiare la cometa, fornirà i contatti con la Terra, mentre i veicoli B1 e B2, essendo meno critici come secondari, si avvicineranno ulteriormente all'oggetto, con la possibilità di raggiungere anche lo stesso nucleo.

### Strumentazione
Veicolo A, fornito dall'ESA è il modulo principale:
- CoCa (Comet Camera): otterrà immagini ad alta risoluzione del nucleo della cometa e su diverse lunghezze d’onda.
- MIRMIS (Multispectral InfraRed Molecular and Ices Sensor): studierà la radiazione termica del nucleo e la composizione molecolare della chioma gassosa.
- MANIaC (Mass Analyzer for Neutrals and Ions at Comets): è uno spettrometro di massa per identificare i gas rilasciati dalla cometa.
- DFP (Dust, Field, and Plasma): rileverà gas ionizzati, atomi neutri energetici, campi magnetici e polvere che circondano la cometa. È realizzato con contributo italiano. A sua volta DFP è costituito da un'unità centrale che gestisce 5 strumenti:[3]
  - Disc (Dust Impact Sensor and Counter), dedicato alla caratterizzazione della polvere;
  - Compliment (COMetary Plasma Light InstruMENT), per studiare il plasma e il campo elettrico;
  - Fgm (Flux Gate Magnetometer), per misurare il campo magnetico;
  - Sciena (Solar wind and Cometary Ions and Energetic Neutral Atoms), per misurare particelle cariche o neutre, provenienti dal Sole o dalla cometa;
  - Lees (Low-Energy Electron Spectrometer), per misurare la densità di elettroni del plasma nella chioma.

Veicolo B1, fornito dalla JAXA:
- HI (Hydrogen Imager): osserverà nell’ultravioletto per studiare la nube di idrogeno che circonda la cometa.
- PS (Plasma Suite): studierà gas ionizzati e campo magnetico intorno all'obbiettivo.
- WA (Wide Angle Camera): fornirà immagini grandangolari del nucleo nel momento di massimo avvicinamento.

Veicolo B2, fornito dall'ESA:
- OPIC (Optical Imager per Comets): opererà per mappatura del nucleo e dei suoi getti di polvere in diverse lunghezze d’onda, tra visibili infrarosse.
- EnVisS (Entire Visible Sky coma mapper): mappatura dell’intero cielo tra la testa della cometa e la coda più vicina, per rivelare strutture mutevoli nella polvere e in gas neutri o ionizzati. È realizzato con contributo italiano.
- DFP (Dust, Field, and Plasma): strumento quasi gemello all'omonimo montato sul veicolo A.